# Мими Роџерс
Миријам Спиклер (енгл. Miriam Spickler; рођен 27. јануара 1956. у Корал Гејблсу, Флорида), познатија као Мими Роџерс (енгл. Mimi Rogers), америчка је позоришна, филмска и ТВ глумица.
На телевизији је почела да ради 1981. године. Глумила је у филмовима као што су Детектив и дама (1987), Часови очаја (1990), Остин Пауерс: Међународни човек мистерије (1997), Изгубљени у свемиру (1998), Фатална Џинџер (2000), Окрутне намере 2 (2000), Зачин за брак (2012) и ТВ серијама Досије икс (1998—1999), Два и по мушкарца (2011—2015), Људи са Менхетна (2015). Била је удата за глумца Тома Круза, кога је упознала са сајентолошком црквом.
Почела је играти покер 2003. године и постала је члан одбора World Poker tour-а. Позирала је за Плејбој 1993. године.